# 장준관
장준관(張準菅, 1981년 4월 14일 ~ )는 전 KBO 리그 LG 트윈스의  투수인데 1999년 삼성 라이온즈 개막전 시구를 했으며 같은 해 황금사자기 야구대회 우승을 거두는 등 최정상권 투수로 활동했고 2000년 삼성 1차지명이 유력해 보였으나  계약금을 올리기 위해 미국행을 추진한 점 - 고등학교 3학년 때 계속 슬라이더 위주로 투구한 점 등의 여러 가지 이유 때문에 탈락했다.

## 출신학교
- 대구중앙초등학교
- 경상중학교
- 대구상업고등학교